# Zona Rural Este de Vitoria
La Zona Rural Este de Vitoria es la denominación bajo la que se agrupan los concejos rurales pertenecientes al municipio de Vitoria que se encuentran al este de la ciudad.
La población de esta área engloba a 1774 habitantes  (2018).
Los 20 concejos que integran esta zona son los siguientes:
- Aberásturi - 129 habitantes.
- Andollu - 38 habitantes.
- Arcaute - 77 habitantes.
- Arkaia - 78 habitantes.
- Argandoña - 37 habitantes.
- Askartza - 52 habitantes.
- Betoño - 462 habitantes.
- Bolívar - 15 habitantes.
- Zerio - 29 habitantes.
- Elorriaga - 108 habitantes.
- Gámiz - 28 habitantes.
- Ilárraza - 80 habitantes.
- Junguitu - 117 habitantes.
- Lubiano - 42 habitantes.
- Matauko - 49 habitantes.
- Oreitia - 80 habitantes.
- Otazu - 75 habitantes.
- Ullíbarri Arrazua - 62 habitantes.
- Ullíbarri de los Olleros - 60 habitantes.
- Villafranca de Estíbaliz - 156 habitantes.[2]